# Bandeira de Indiana

Bandeira de Indiana - raio 3:2 ou 3:5

A bandeira de Indiana consiste em uma tocha dourada representando liberdade e esclarecimento; os raios representam sua influência, de longo alcance. As estrelas representam a posição de Indiana como o 19.º estado a fazer parte dos Estados Unidos - 13 estrelas na volta de fora para as Treze Colônias originais, 5 por dentro para os cinco outros estados, e uma estrela maior em cima da tocha para Indiana. A bandeira foi adotada pela Assembleia Geral de Indiana em 1917, como parte de uma comemoração do Centenário do estado em 1916; foi a vencedora de um concurso patrocinado pelas Filhas da Revolução Americana. O desenho foi criado por Paul Hadley de Mooresville.